# Eibau
Eibau (alt sòrab: Jiwow) és un antic municipi del districte de Görlitz, a Saxònia, Alemanya. Eibau és coneguda per la Eibauer Schwarzbier (cervesa negra) elaborada per Münch-Bräu Eibau. Amb efectes de l'1 de gener de 2013, es va fusionar amb Niedercunnersdorf i Obercunnersdorf, formant el nou municipi de Kottmar.

## Evolució demogràfica
| Any  | Població | Població | Població |
|      | Eibau    | Neueibau |          |
| 1834 | 4.210    | 628      |          |
| 1871 | 4.598    | 864      |          |
| 1890 | 4.367    | 899      |          |
| 1910 | 5.244    | 1.075    |          |
| 1925 | 5.179    | 1.005    |          |
| 1939 | 4.814    | 1.003    |          |
| 1946 | 5.394    | 1129     |          |
| 1950 | 6.016    | 1230     |          |
| 1964 | 5.181    | 1.083    |          |
| 1990 | 3.916    | 789      |          |
| 2000 | 5.328    |          |          |
| 2008 | 3.243    | 695      |          |